# Euprognatha
Euprognatha is een geslacht van kreeftachtigen uit de klasse van de Malacostraca (hogere kreeftachtigen).

## Soorten
- Euprognatha acuta A. Milne-Edwards, 1880
- Euprognatha bifida Rathbun, 1894
- Euprognatha gracilipes A. Milne-Edwards, 1878
- Euprognatha granulata Faxon, 1893
- Euprognatha limatula Santana & Tavares, 2008
- Euprognatha rastellifera Stimpson, 1871